# Baie de Frobisher
Pour les articles homonymes, voir Frobisher.

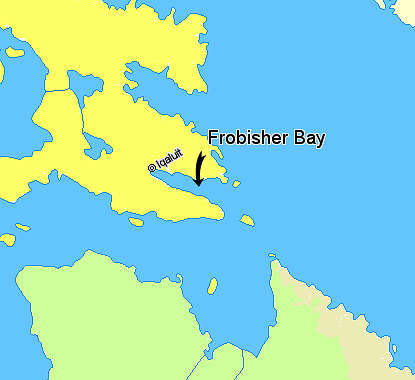
Carte indiquant l'emplacement de la baie de Frobisher
Nunavut
Québec
Terre-Neuve-et-Labrador

La baie de Frobisher est un bras du détroit de Davis long d'environ 230 kilomètres, situé au sud-est de l'île de Baffin. La baie fait entre vingt kilomètres de large (au fond de la baie) et quarante kilomètres à sa sortie sur le  détroit de Davis. Elle est nommée d'après l'explorateur anglais du XVIe siècle Martin Frobisher, qui l'a explorée durant ses voyages à la recherche du passage du Nord-Ouest.
La capitale du Nunavut, Iqaluit, connue sous le nom de Frobisher Bay jusqu'en 1987, se trouve au fond de cette baie.